# Joseph Weiler
Joseph Halevi Horowitz Weiler (ur. 2 września 1951 w Johannesburgu) – amerykański prawnik, specjalista w dziedzinie prawa konstytucyjnego, międzynarodowego i unijnego, od października 2013 rektor Europejskiego Instytutu Uniwersyteckiego (EUI) we Florencji.

## Pochodzenie, młodość i edukacja
Urodzony w Związku Południowej Afryki, w rodzinie pochodzącego z Litwy rabina, wychowywał się w Jerozolimie. Studiował prawo na Uniwersytecie Sussex (BA) i Uniwersytecie w Cambridge (LLB i LLM) oraz w Haskiej Akademii Prawa Międzynarodowego (dyplom w dziedzinie prawa międzynarodowego). W 1982 uzyskał stopień doktora w EUI we Florencji.

## Kariera naukowa i działalność publiczna
Pracował jako wykładowca w EUI, na Uniwersytecie Michigan, Uniwersytecie Harvarda i Uniwersytecie Nowojorskim. Był profesorem wizytującym między innymi w Instytucie Nauk Politycznych w Paryżu, Kolegium Europejskim w Brugii i MPIL w Heidelbergu, a także na uniwersytetach Hebrajskim w Jerozolimie, Oksfordzkim, Chicagowskim, Frankfurckim, Lublańskim, Torontońskim, Yale i Stanforda.
Jest doktorem honoris causa Uniwersytetu w Maceracie, Uniwersytetu Sussex i Uniwersytetu Nawarry, a także honorowym profesorem UCL i Uniwersytetu Kopenhaskiego oraz honorowym senatorem Uniwersytetu Lublańskiego.
Uczestniczył w panelach arbitrażowych WTO i NAFTA, brał też udział w pracach nad tekstem Deklaracji Praw i Wolności Człowieka Parlamentu Europejskiego. Jest również członkiem Amerykańskiej Akademii Sztuk i Nauk oraz szefem komitetu redakcyjnego dwóch międzynarodowych czasopism prawniczych: „European Journal of International Law” (EJIL) i „International Journal of Constitutional Law” (ICON).
Jego zainteresowania naukowe skupiają się na zagadnieniu miejsca religii w przestrzeni publicznej nowoczesnego państwa prawa, a także charakterystycznej naturze prawa europejskiego, szczególnie zaś roli Trybunału Sprawiedliwości.
W 2010 Weiler wystąpił pro publico bono w Wielkiej Izbie Europejskiego Trybunału Praw Człowieka w obronie państwa włoskiego pozwanego przez obywatelkę Włoch i Finlandii, która żądała usunięcia krucyfiksu z klasy szkoły publicznej w miejscowości Abano Terme w pobliżu Padwy. Weiler, będący wyznawcą judaizmu, wyjaśniał, że jego intencją nie była tylko obrona chrześcijaństwa jako takiego, ale pluralizmu przestrzeni publicznej. Już kilka lat wcześniej w swojej opublikowanej po włosku książce Chrześcijańska Europa. Konstytucyjny imperializm czy wielokulturowość? Weiler argumentował, że jednocząca się Europa nie powinna odrzucać swoich religijnych korzeni.

## Wybrane publikacje
- Chrześcijańska Europa: konstytucyjny imperializm czy wielokulturowość?, Poznań, 2003
- The Constitution of Europe – Do the New Clothes have an Emperor?, Cambridge, 1998
- Der Fall Steinmann, Brema, 1998
- Israel and the creation of a Palestinian state : a European perspective, Londyn, 1985

## Odznaczenia (lista niepełna)
- Krzyż Wielki Orderu Zasługi Republiki Włoskiej (Włochy, 2013)[1]
- Krzyż Komandorski Orderu Zasługi RP (Polska, 2024)[2][3]